# مكلوك
المَكْلوك أو الرَّان هو جزمة ناعمة مصنوعة تقليدياً من جلد الرنة أو جلد الفقمة، يرتديه السكان الأصليون في المنطقة القطبية الشمالية، بما في ذلك شعوب الإنويت والإينوبيات واليوبيك.